# Freerunner
Freerunner is een actiefilm uit 2011 van Lawrence Silverstein met Sean Faris, Danny Dyer en Tamer Hassan in de hoofdrollen.

## Verhaal
Een groep vrijgevochten straatracers onder leiding van Ryan (Sean Faris) en gecontroleerd door de maffiabaas Reese wordt gekidnapt. Ze krijgen allemaal een halsband met explosieven rond hun nek en hebben één uur de tijd om door de stad te racen, of anders zullen ze sterven. Dit allemaal ter vermaak van Mr. Frank en zijn sadistische miljardairsclub.

## Rolverdeling
| Acteur         | Personage |
| -------------- | --------- |
| Sean Faris     | Ryan      |
| Amanda Fuller  | Dalores   |
| Danny Dyer     | Mr. Frank |
| Tamer Hassan   | Reese     |
| Seymour Cassel | Gampa     |
| Ryan Doyle     | Finch     |